# Bom Sucesso (telenovela)
Bom Sucesso é uma telenovela brasileira produzida e exibida pela TV Globo de 29 de julho de 2019 a 24 de janeiro de 2020, em 155 capítulos. Substituiu Verão 90 e foi substituída por Salve-se Quem Puder, sendo a 94.ª "novela das sete" exibida pela emissora.
Escrita por Rosane Svartman e Paulo Halm, com colaboração de Charles Peixoto, Claudia Sardinha, Fabrício Santiago, Felipe Cabral e Isabela Aquino. A direção foi de Luís Felipe Sá, Ana Paula Guimarães, Dayse Amaral, Jeferson De e Joana Clark, sob direção geral de Marcus Figueiredo e direção artística de Luiz Henrique Rios.
Contou com as atuações de Antônio Fagundes, Grazi Massafera, Rômulo Estrela, David Junior, Fabiula Nascimento, Armando Babaioff, Sheron Menezzes e Lúcio Mauro Filho.

## Enredo
Em Bonsucesso, subúrbio do Rio de Janeiro, vive Paloma (Grazi Massafera), uma costureira simples que criou sozinha os três filhos – Alice (Bruna Inocencio), Gabriela (Giovana Coimbra) e Peter (João Bravo) – e que cria os figurinos da escola de samba Unidos de Bom Sucesso. Seu mundo vira de cabeça-para-baixo quando ela recebe um exame errado que lhe atesta apenas seis meses de vida, o que faz com que a moça dispare a fazer tudo que nunca teve coragem, incluindo ir para a cama com um desconhecido, Marcos (Rômulo Estrela), que se apaixona por ela. Ao descobrir que seu exame foi trocado, Paloma decide conhecer o homem cuja real vida tem apenas seis meses e se depara com Alberto (Antônio Fagundes), um milionário ranzinza, dono da editora Prado Monteiro, e que nunca valorizou a família. Apesar de perfis totalmente opostos, os dois criam um laço de amizade que os leva por uma jornada de descobertas: ela pelos livros e ele pelos prazeres da vida e pelos sentimentos adormecidos, incluindo reviver um amor do passado com Vera (Ângela Vieira). Paloma ainda fica balançada quando, 15 anos depois, ressurge Ramon (David Junior), seu grande amor de juventude que a abandonou para se tornar jogador profissional de basquete nos Estados Unidos e ainda mexe com seus sentimentos.
Alberto nunca se deu bem com seus dois filhos: o caçula Marcos é um bon vivant que sempre rejeitou os negócios da família e preferiu abrir um bar longe do pai, já a primogênita Nana (Fabiula Nascimento) é metódica e tenta salvar a editora da falência, acreditando que deva ser a única herdeira. Ela nunca percebeu os sentimentos de seu melhor amigo, o editor-chefe Mário (Lúcio Mauro Filho), sendo casada com o advogado Diogo (Armando Babaioff), um mau-caráter que a trai com a secretária dela, Gisele (Sheron Menezzes), e não vê a hora do sogro morrer para assumir a empresa, elaborando planos diabólicos para agilizar isso. Ainda há Silvana Nolasco (Ingrid Guimarães), uma atriz exagerada que faz tudo pela fama e que no passado ficou com Marcos, reaparecendo para atrapalhar seu romance com Paloma, e posteriormente, o de Mário com Nana, já que também se apaixona por ele. 
Ainda há outras histórias, como a de Vicente (Gabriel Contente), um rapaz superprotegido pelos pais, Eugênia (Helena Fernandes) e Machado (Eduardo Galvão), que não deseja cursar direito e sonha em se tornar jogador de basquete, vivendo uma humorada relação de amor e ódio com Gabriela, também jogadora. Pablo Sanches (Rafael Infante) é um famoso ator de novelas que faz de tudo para manter seu status de galã e esconder seu romance com o divertido Willam (Diego Montez), funcionário da Prado Monteiro e melhor amigo de Gisele, passando a ser chantageado por sua colega de cena e rival, Silvana. Já Waguinho (Lucas Leto) abandonou a escola e se envolveu com a marginalidade, contando com o apoio de Alice, por quem se apaixona, e da professora Francisca (Gabriela Moreyra) para voltar a estudar e reconstituir sua vida.

## Elenco
| Intérprete             | Personagem                                              |
| ---------------------- | ------------------------------------------------------- |
| Grazi Massafera        | Paloma da Silva                                         |
| Antônio Fagundes       | Alberto Prado Monteiro                                  |
| Rômulo Estrela         | Marcos Prado Monteiro                                   |
| David Junior           | Ramon Madeira                                           |
| Fabiula Nascimento     | Mariana Prado Monteiro (Nana)                           |
| Armando Babaioff       | Diogo Cabral                                            |
| Sheron Menezzes        | Gisele Cavalcante                                       |
| Lúcio Mauro Filho      | Mário Viana                                             |
| Ingrid Guimarães       | Silvana Nolasco / Felismina Silvana Maria Bezerra Leite |
| Ângela Vieira          | Vera Werneck                                            |
| Helena Fernandes       | Eugênia Fialho Machado                                  |
| Eduardo Galvão         | Dr. Roger Machado                                       |
| Marcelo Mello Jr.      | Yuri Lima                                               |
| Gabriel Contente       | Vicente Fialho Machado                                  |
| Giovanna Coimbra       | Gabriela da Silva Rodrigues                             |
| Bruna Inocencio        | Alice da Silva Madeira                                  |
| Igor Fernandez         | Luan Dias                                               |
| Lucas Leto             | Wagner dos Santos (Waguinho)                            |
| Mussunzinho            | Leonel Madeira (Léo)                                    |
| Bruna Aiiso            | Toshi Noshimura                                         |
| Anderson Müller        | Antônio Carlos da Silva (Tonho)                         |
| Carla Cristina Cardoso | Lucimeire dos Santos (Lulu)                             |
| Diego Montez           | Willian Carneiro                                        |
| Rafael Infante         | Pablo Sanches                                           |
| Gabriela Moreyra       | Profª. Francisca                                        |
| Mariana Molina         | Evelyn das Neves                                        |
| Arthur Sales           | Felipe Aguiar                                           |
| Yasmin Gomlevsky       | Thaíssa Antunes                                         |
| Felipe Haiut           | Jefferson Sandeiro (Jeff)                               |
| Stella Freitas         | Terezinha Soares                                        |
| Romeu Evaristo         | Fabrício Soares                                         |
| Alexandra Martins      | Enfª. Leila                                             |
| Jorge Lucas            | Dr. Mauri Madureira                                     |
| Elam Lima              | José Carlos (Zeca)                                      |
| Thaís Garayp           | Bezinha                                                 |
| Lana Guelero           | Glória Diniz                                            |
| Ju Colombo             | Elomar Travassos                                        |
| Patrícia Costa         | Esther                                                  |
| Guti Fraga             | Padre Paulo                                             |
| Alessandro Moussa      | Marcondes                                               |
| Nathalia Altenbernd    | Jeniffer de Oliveira                                    |
| Gabrielle Joie         | Michelly Almeida                                        |
| Caio Cabral            | Patrick Araújo                                          |
| Marcelo Flores         | Batista                                                 |
| Shirley Cruz           | Gláucia Trajano                                         |
| Rafael Oliveira        | Jeremias Lima                                           |
| Ícaro Amado            | Pedro Santos                                            |
| Felipe Coutinho        | José Bial                                               |
| David Reis             | Henrique                                                |
| Rosana Dias            | Cláudia                                                 |
| Mariana Alves          | Lorena                                                  |
| João Bravo             | Peter da Silva Rodrigues                                |
| Valentina Vieira       | Sofia Prado Monteiro Abranches                          |

### Participações especiais
| Intérprete          | Personagem                     |
| ------------------- | ------------------------------ |
| Marcelo Faria       | Elias Rodrigues / Raimundo     |
| Jonas Bloch         | Eric Feitosa                   |
| Daniel Warren       | Jorge Abranches (Jorginho)     |
| Suzana Pires        | Virgínia Alcântara             |
| Rhaisa Batista      | Marie                          |
| Ana Lúcia Torre     | Cecília Prado Monteiro (Velha) |
| Deborah Secco       | Alexia Máximo                  |
| Marina Ruy Barbosa  | Eliza de Assis Monteiro        |
| Lavínia Vlasak      | Natasha Oliver                 |
| Fernanda Motta      | Dani Liebdish                  |
| Walter Breda        | Agenor Pessanha / Gilberto     |
| Marisa Orth         | Isadora / Drª. Marcela Klein   |
| Nando Cunha         | Mestre Batatinha               |
| Thiaré Maia         | Lisandra                       |
| Julianne Trevisol   | Mônica                         |
| Edmilson Barros     | Dr. Cézar Castriotto           |
| Antônio Pedro       | Agripino                       |
| Carlos Takeshi      | Yuki Kojima                    |
| Paulo Carvalho      | Dr. Donato                     |
| Viétia Zangrandi    | Drª. Márcia                    |
| Tarciana Saad       | Drª. Veridiana                 |
| Mabel Cezar         | Juliana                        |
| Matheus Lisboa      | Alejandro                      |
| Carol Nakamura      | Laura                          |
| Victor Lamoglia     | Jesse Junior                   |
| Kizi Vaz            | Rosemary Rodrigues             |
| Edu Coutinho        | Fábio Aguiar                   |
| Dani Gondim         | Patrícia                       |
| Marcelo Mello       | Tadeu                          |
| Ana Isabela Godinho | Mayara                         |
| Vandré Silveira     | Dr. Paulo Roberto              |
| Ruan Aguiar         | Buiú                           |
| Jefferson Brasil    | Galo Cego                      |
| Gabriel Nascimento  | Wendel                         |
| Marcos Junqueira    | Sinistro                       |
| Ella Nascimento     | Stefany                        |
| Cláudio Cinti       | Inspetor Jorge                 |
| Luciana Malcher     | Samantha                       |
| Amaury Lorenzo      | Jackson                        |
| Pedro Loques        | Fabiano                        |
| Chico Mello         | Cristóbal                      |
| Nick Câmara         | Jandira                        |
| Therla Duarte       | Recepcionista do laboratório   |
|                     | Mercedes                       |
| Gustavo Arthiddoro  | Wallace                        |
| Dandara Albuquerque | Yasmin                         |
| Rael Barja          | Pietro Sambrini                |
| Zecarlos Moreno     | Aloísio Vieira                 |
| Cida Moreno         | Ivonete Vieira                 |
| Isabella Scherer    | Paloma (jovem)                 |
| Pedro Lobo          | Ramon (jovem)                  |
| Eduardo Khenaifes   | Alberto (jovem)                |
| Lais Gavazzi        | Cecília (jovem)                |
| Thamás Morelli      | Eric (jovem)                   |
| Maria Adélia        | Assistente social              |
| Fundo de Quintal    | Eles mesmos                    |
| Cristiano Felício   | Ele mesmo                      |
| Hortência Marcari   | Ela mesma                      |
| Leo Jaime           | Ele mesmo                      |
| Claudia Souto       | Ela mesma                      |
| Conceição Evaristo  | Ela mesma                      |
| DJ Rennan da Penha  | Ele mesmo                      |
| Teresa Cristina     | Ela mesma                      |
| Zeca Pagodinho      | Ele mesmo                      |

## Produção

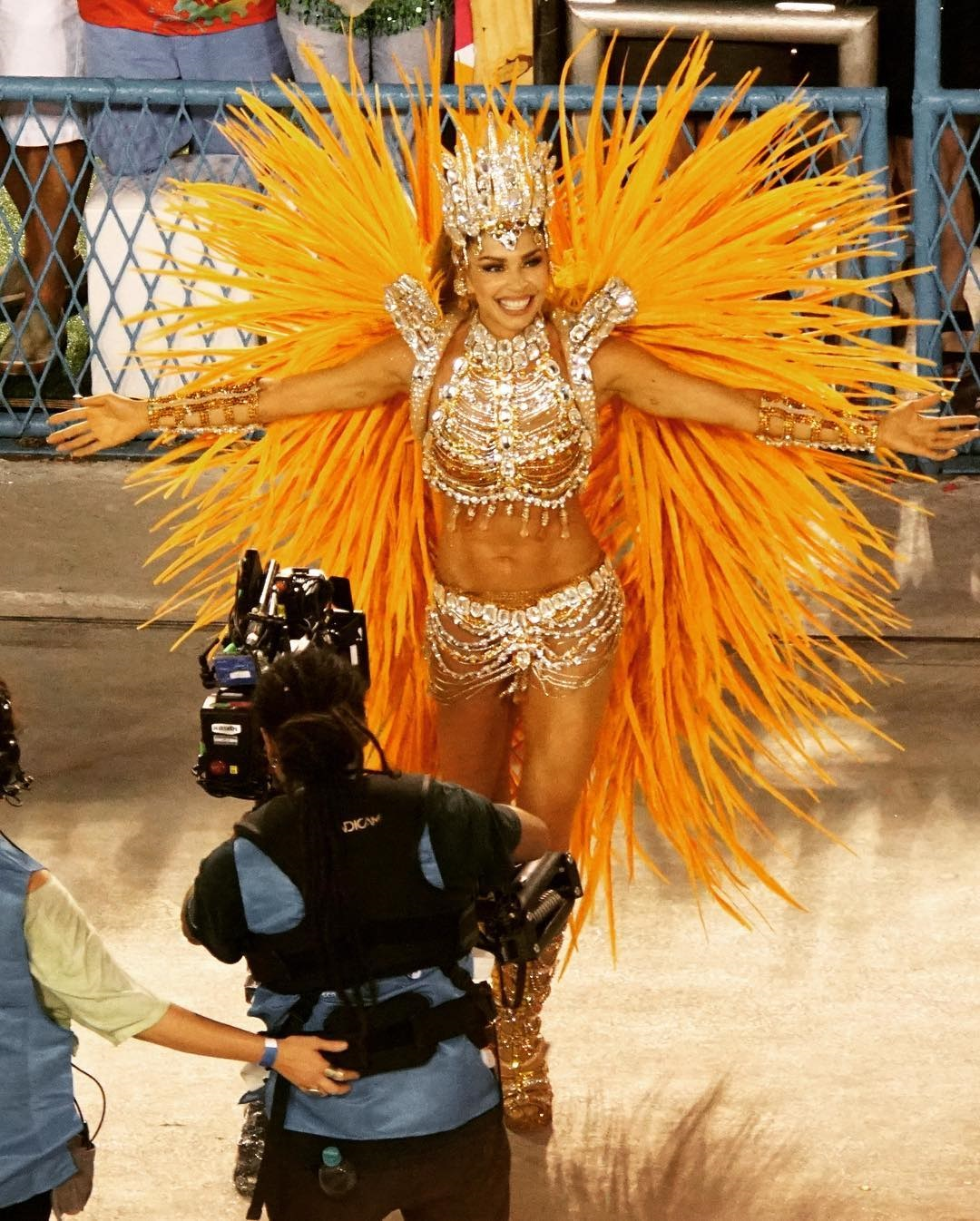
Grazi Massafera gravando cenas para a novela durante o carnaval de 2019.

A novela chegou a ser aprovada com o título Chuvas de Verão em setembro de 2016; depois, em julho de 2018, a novela teve o título mudado para Bom Sucesso, uma referência ao bairro onde a trama se passa. Em fevereiro de 2019, a Globo optou-se por trocar o título da novela para Doce Deleite, uma referência da trama central, mas depois, o título voltou ao ar como Bom Sucesso. Durante o Carnaval 2019, foram gravadas cenas no Sambódromo da Marquês de Sapucaí, onde estiveram presentes: Grazi Massafera, Antônio Fagundes, Ingrid Guimarães, Rafael Infante e Marcelo Flores. A produção também teve, cenas gravadas em Búzios, onde estiveram presentes: Grazi Massafera e Rômulo Estrela. A Equipe passou uma semana gravando cenas na cidade de Chicago, em locais relacionados ao universo do basquete, como a United Center e a quadra de rua Margaret Hie Ding Lin Park. Além de gravações em pontos turísticos, como os parques públicos: Millennium Park e Grant Park. O ator David Junior gravou cenas, na quadra do time de Chicago Bulls, nos Estados Unidos, ainda contracenou com o atleta Cristiano Felício.

### Escolha do elenco
Grazi Massafera e Antônio Fagundes foram os primeiros convocados para o elenco. Reynaldo Gianecchini foi convidado para interpretar Marcos, porém preferiu o antagonista de A Dona do Pedaço e o papel ficou para Rômulo Estrela. Fabrício Boliveira chegou a ser confirmado como Ramon, porém abriu mão do papel para dedicar-se ao cinema, sendo substituído por David Junior. Convidada para interpretar Nana, Georgiana Góes preferiu focar no teatro após longos anos dedicando-se apenas ao humorístico Tá no Ar: a TV na TV, passando a personagem para Fabiula Nascimento. Rhaisa Batista estava escalada para Topíssima, na RecordTV, porém perdeu o papel para Amanda Richter e acabou sendo convidada para uma participação em Bom Sucesso. Escalada para viver Gláucia, Thalma de Freitas foi substituída por Shirley Cruz sem maiores explicações.
Foi o último trabalho do ator Eduardo Galvão, que faleceu aos 58 anos vítima da Covid-19.

## Exibição
Originalmente Bom Sucesso foi anunciada em 2017 para estrear em 2020, porém após o cancelamento do remake de A Barba-Azul, de Antônio Calmon, e a rejeição da sinopse de Fora de Órbita, de Rui Vilhena, a novela foi adiantada em quase um ano para substituir Verão 90. Em 14 de maio de 2019, a Globo anunciou que a trama estrearia no dia 29 de julho, uma segunda-feira, a primeira a não estrear em uma terça-feira desde Totalmente Demais.
Em 4 de setembro de 2019, não houve exibição da novela para os estados do Paraná e Rio Grande do Sul, por conta da transmissão dos jogos de volta das semifinais da Copa do Brasil.

### Exibição internacional
No mercado latino, estreou no Uruguai através da Teledoce, com o título Suerte de Vivir ("Sorte de Viver", em tradução literal), em 14 de setembro de 2020 no horario das 17:30hs, substituindo a telenovela brasileira Êta Mundo Bom! que foi transferida para as 18:30hs. A novela também foi licenciada para países da Europa como é Croácia.
Foi exibida em Portugal desde 20 de setembro de 2021 no canal SIC, substituindo Tempo de Amar, no horário das 23h30.
Foi exibida na Hungria desde 25 de março de 2022 no canal RTL Klub.
Estreou pela 2ª vez a 4 de maio de 2022 pela ZAP Novelas em Angola e Moçambique, e deu seu grande final a 18 de Outubro de 2022, finalizando 120 capítulos.

## Recepção

### Audiência
Herdando a alta audiência de Verão 90, Bom Sucesso estreou com 31,5 pontos, se tornando a segunda maior audiência de um primeiro capítulo desde Cheias de Charme. O segundo capítulo manteve os altos índices e registrou 32 pontos. Em sua primeira semana, fechou com 29,9 pontos, a melhor média desde Três Irmãs. Em 19 de agosto marcou 34,5 pontos. O primeiro mês da novela teve a maior média de audiência desde Cobras & Lagartos, em 2006. Em 24 de dezembro registrou 21 pontos, a melhor marca de véspera de natal desde Ti Ti Ti (25 pontos) No dia 31 de Dezembro, véspera de ano-novo, registrou 19 pontos, marca essa que não se via desde Ti Ti Ti (23 pontos). No dia 16 de janeiro, com a queda do vilão Diogo (Armando Babaioff), a novela resgistra 32,3 pontos, melhor audiência desde o dia 21 de Outubro (33,2 pontos) Sua última semana de exibição, ajudou a impulsionar toda grade noturna da Globo, principalmente as audiências de Éramos Seis e Amor de Mãe. Já seu penúltimo capítulo, registrou 32,8 pontos, superando a média do penúltimo capítulo de sua antecessora na faixa, e superando no mesmo dia as audiências do Jornal Nacional e Amor de Mãe. Seu último capítulo registrou 31 pontos. Bom Sucesso teve média geral de 28,8 pontos, a maior audiência de uma "novela das sete" desde Cheias de Charme (2012).

#### Em Portugal
No primeiro episódio, em 20 de setembro de 2021, a novela conquistou 6,2 de audiência média e 26,7% de share (586.100 espectadores). Com a liderança absoluta no horário, a história de Paloma aproximou a estação do milhão de espectadores, com pico de 9.7 de audiência média e 31.0% de share. Ao segundo episódio, “Bom Sucesso” registou um decréscimo do número médio de espectadores quando comparado com a estreia (4,8 de audiência média e 20,0% de share). Foram 452.500 os espectadores da história, que teve ainda um pico de 9.5/27.7%. Em 24 de setembro de 2021,  frente ao último episódio da novela Amar Demais (TVI), a nova novela da SIC marcou o seu pior valor em share, conquistando apenas 1.444.400 telespectadores (4,7% de audiência média e 16,3% de share) ante 7,8 pontos de rating e 26,9% de share com 738.600 telespectadores da concorrente. Em 29 de setembro de 2021, a novela de Rosane Svartman e Paulo Halm alcançou mais um recorde negativo: 4,1% de audiência e 19,7% de share, sendo vista em média por 388 mil telespectadores. No dia seguinte “Bom Sucesso” recuperou a liderança que tinha perdido para o Extra do Big Brother, com 493.300 telespectadores (5,2% de média e 20,7% de share). No último episódio, em 29 de abril de 2022, a novela marcou 3,8 de audiência média e 18.8% de share com 359.300 telespectadores. O pico foi logo no inicio com 4.8/20% com 450.600 telespectadores.

### Prêmios e indicações
| Ano  | Prêmio                    | Categoria                         | Indicado                         | Resultado | Ref.            |
| ---- | ------------------------- | --------------------------------- | -------------------------------- | --------- | --------------- |
| 2019 | Melhores do Ano           | Melhor Atriz de Novela            | Grazi Massafera                  | Indicada  | [ 136 ]         |
| 2019 | Melhores do Ano           | Melhor Atriz Coadjuvante          | Fabiula Nascimento               | Venceu    | [ 136 ]         |
| 2019 | Melhores do Ano           | Melhor Ator Coadjuvante           | Armando Babaioff                 | Indicado  | [ 136 ]         |
| 2019 | Melhores do Ano           | Ator/Atriz Mirim                  | João Bravo                       | Venceu    | [ 136 ]         |
| 2019 | Melhores do Ano           | Ator/Atriz Mirim                  | Valentina Vieira                 | Indicada  | [ 136 ]         |
| 2019 | Melhores do Ano           | Personagem do Ano                 | Antônio Fagundes                 | Venceu    | [ 136 ]         |
| 2019 | Troféu APCA               | Melhor Novela                     | Melhor Novela                    | Venceu    | [ 137 ] [ 138 ] |
| 2019 | Troféu APCA               | Melhor Atriz de Televisão         | Grazi Massafera                  | Indicada  | [ 137 ] [ 138 ] |
| 2019 | Troféu APCA               | Melhor Ator de Televisão          | Antônio Fagundes                 | Indicado  | [ 137 ] [ 138 ] |
| 2019 | Prêmio F5                 | Melhor Novela                     | Melhor Novela                    | 3º lugar  | [ 139 ] [ 140 ] |
| 2019 | Prêmio F5                 | Melhor Ator de Novela             | Antônio Fagundes                 | Venceu    | [ 139 ] [ 140 ] |
| 2019 | Prêmio F5                 | Melhor Ator de Novela             | Armando Babaioff                 | 3º lugar  | [ 139 ] [ 140 ] |
| 2019 | Prêmio F5                 | Melhor Atriz de Novela            | Grazi Massafera                  | 3º lugar  | [ 139 ] [ 140 ] |
| 2019 | Prêmio F5                 | Melhor Atriz/Ator Mirim de Novela | Valentina Vieira                 | 2º lugar  | [ 139 ] [ 140 ] |
| 2019 | Prêmio F5                 | Melhor Atriz/Ator Mirim de Novela | João Bravo                       | 5º lugar  | [ 139 ] [ 140 ] |
| 2019 | Prêmio F5                 | Melhor Atriz/Ator Revelação       | Diego Montez                     | 3º lugar  | [ 139 ] [ 140 ] |
| 2019 | Melhores do Ano NaTelinha | Melhor Novela                     | Melhor Novela                    | Venceu    | [ 141 ] [ 142 ] |
| 2019 | Melhores do Ano NaTelinha | Melhor Atriz                      | Grazi Massafera                  | Venceu    | [ 141 ] [ 142 ] |
| 2019 | Melhores do Ano NaTelinha | Melhor Ator                       | Antônio Fagundes                 | Indicado  | [ 141 ] [ 142 ] |
| 2019 | Melhores do Ano NaTelinha | Melhor Ator                       | Armando Babaioff                 | Indicado  | [ 141 ] [ 142 ] |
| 2019 | Melhores do Ano NaTelinha | Melhor Ator                       | Rômulo Estrela                   | Venceu    | [ 141 ] [ 142 ] |
| 2019 | Prêmio Contigo! Online    | Melhor Novela                     | Melhor Novela                    | Indicada  | [ 143 ]         |
| 2019 | Prêmio Contigo! Online    | Melhor Atriz de Novela            | Grazi Massafera                  | Indicada  | [ 143 ]         |
| 2019 | Prêmio Contigo! Online    | Melhor Ator de Novela             | Antônio Fagundes                 | Indicado  | [ 143 ]         |
| 2019 | Prêmio Contigo! Online    | Melhor Ator Coadjuvante           | Armando Babaioff                 | Indicado  | [ 143 ]         |
| 2019 | Prêmio Contigo! Online    | Melhor Ator/Atriz Mirim           | João Bravo                       | Indicado  | [ 143 ]         |
| 2019 | Prêmio Contigo! Online    | Melhor Ator/Atriz Mirim           | Valentina Vieira                 | Indicada  | [ 143 ]         |
| 2019 | Prêmio Contigo! Online    | Melhor Par Romântico              | Grazi Massafera e Rômulo Estrela | Venceu    | [ 143 ]         |
| 2020 | Rose d'Or                 | Melhor Telenovela                 | Rosane Svartman e Paulo Halm     | Indicada  | [ 144 ]         |

## Trilha sonora

### Volume 1
A primeira trilha sonora da telenovela foi lançada em 10 de outubro de 2019, em formatos download digital e CD pela gravadora Som Livre. A capa apresenta os protagonistas Grazi Massafera, David Junior, e Rômulo Estrela, caracterizados como Paloma, Ramon e Marcos, respectivamente.
Faixas
| N.º            | Título                | Artista                          | Duração |  |
| 1.             | "O Sol Nascerá"       | Teresa Cristina e Zeca Pagodinho | 2:38    |  |
| 2.             | "Eu Mereço Ser Feliz" | Mumuzinho                        | 3:14    |  |
| 3.             | "Na Correria"         | Luciana Mello                    | 2:48    |  |
| 4.             | "Coração Feliz"       | Ana Clara                        | 3:35    |  |
| 5.             | "Onde Anda Você"      | Mart'nália                       | 3:16    |  |
| 6.             | "Só Pra Lembrar"      | Zélia Duncan e Dani Black        | 4:16    |  |
| 7.             | "Lucky Man"           | Glen Hansard                     | 4:43    |  |
| 8.             | "Deixa Eu Te Amar"    | Duda Beat                        | 2:51    |  |
| 9.             | "Um Certo Alguém"     | Ludmilla                         | 2:33    |  |
| 10.            | "Brisa"               | IZA                              | 2:30    |  |
| 11.            | "Muleke Brasileiro"   | Gloria Groove                    | 2:42    |  |
| 12.            | "Feelings"            | John Newman                      | 3:01    |  |
| 13.            | "Preach"              | John Legend                      | 3:57    |  |
| Duração total: | Duração total:        | Duração total:                   | 42:04   |  |

### Volume 2
A segunda trilha sonora da telenovela foi lançada em 22 de novembro de 2019, em formatos download digital e CD pela gravadora Som Livre. A capa apresenta os protagonistas Grazi Massafera e Antônio Fagundes, caracterizados como Paloma e Alberto, respectivamente.
| N.º            | Título                   | Artist(s)                       | Duração |  |
| 1.             | "Um Certo Alguém"        | Lulu Santos                     | 3:33    |  |
| 2.             | "Amor pra Recomeçar"     | Natiruts                        | 3:27    |  |
| 3.             | "Arte"                   | Malía                           | 2:51    |  |
| 4.             | "Sonho Meu"              | Miranda                         | 2:56    |  |
| 5.             | "Mi Persona Favorita"    | Alejandro Sanz e Camila Cabello | 3:50    |  |
| 6.             | "Dead In The Water"      | James Gillespie                 | 3:20    |  |
| 7.             | "Deitada Nessa Cama"     | Tiago Iorc                      | 4:06    |  |
| 8.             | "Juntos"                 | Paula Fernandes e Luan Santana  | 3:23    |  |
| 9.             | "Falling Like the Stars" | James Arthur                    | 3:30    |  |
| 10.            | "Someone You Loved"      | Lewis Capaldi                   | 3:01    |  |
| 11.            | "Somebody Special"       | Nina Nesbitt                    | 3:19    |  |
| 12.            | "Black and Blu"          | Gary Clark Jr.                  | 4:05    |  |
| Duração total: | Duração total:           | Duração total:                  | 41:21   |  |

### Instrumental
A trilha sonora instrumental da novela foi composta por Rogério Vaz e Daniel Musy. A capa do álbum apresenta o logotipo da novela. Ao todo são 42 faixas, que representam os personagens Paloma, Ramon, Marcos, Alberto, Sofia, Nana, Gisele, Diogo, entre outros.
| N.º | Título                        | Artista                  | Duração |  |
| 1.  | "Bom Sucesso"                 | Rogério Vaz, Daniel Musy | 2:13    |  |
| 2.  | "Paloma Emocional"            | Rogério Vaz, Daniel Musy | 2:08    |  |
| 3.  | "Alberto Jazz Romântico"      | Rogério Vaz, Daniel Musy | 3:26    |  |
| 4.  | "Marcos E Paloma Romântico I" | Rogério Vaz, Daniel Musy | 2:38    |  |
| 5.  | "Diogo Armação I"             | Rogério Vaz, Daniel Musy | 2:13    |  |
| 6.  | "Esther"                      | Rogério Vaz, Daniel Musy | 1:56    |  |
| 7.  | "Paloma Drama"                | Rogério Vaz, Daniel Musy | 2:50    |  |
| 8.  | "Ramon"                       | Rogério Vaz, Daniel Musy | 2:39    |  |
| 9.  | "Silvana Nolasco I"           | Rogério Vaz, Daniel Musy | 1:43    |  |
| 10. | "Nana Emocional"              | Rogério Vaz, Daniel Musy | 2:22    |  |
| 11. | "Ramon E Paloma Romântico"    | Rogério Vaz, Daniel Musy | 2:15    |  |
| 12. | "Alberto Romântico"           | Rogério Vaz, Daniel Musy | 2:38    |  |
| 13. | "Lulu E Antônio Cômico I"     | Rogério Vaz, Daniel Musy | 1:51    |  |
| 14. | "Alberto E Sofia"             | Rogério Vaz, Daniel Musy | 2:17    |  |
| 15. | "Diogo E Gisele Sexy"         | Rogério Vaz, Daniel Musy | 2:20    |  |
| 16. | "Alice E Luan"                | Rogério Vaz, Daniel Musy | 2:09    |  |
| 17. | "Paloma"                      | Rogério Vaz, Daniel Musy | 2:32    |  |
| 18. | "Panela De Pressão"           | Rogério Vaz, Daniel Musy | 2:57    |  |
| 19. | "Ramon E Francisca"           | Rogério Vaz, Daniel Musy | 2:23    |  |
| 20. | "Silvana E Pablo"             | Rogério Vaz, Daniel Musy | 1:22    |  |
| 21. | "Alberto Triste"              | Rogério Vaz, Daniel Musy | 1:33    |  |
| 22. | "Lulu E Antônio"              | Rogério Vaz, Daniel Musy | 1:58    |  |
| 23. | "Gisele"                      | Rogério Vaz, Daniel Musy | 2:24    |  |
| 24. | "Ramon Basket"                | Rogério Vaz, Daniel Musy | 2:20    |  |
| 25. | "Diogo Tenso"                 | Rogério Vaz, Daniel Musy | 2:24    |  |
| 26. | "Nana Triste"                 | Rogério Vaz, Daniel Musy | 2:36    |  |
| 27. | "Alberto Engraçado"           | Rogério Vaz, Daniel Musy | 1:26    |  |
| 28. | "Diogo Armação II"            | Rogério Vaz, Daniel Musy | 2:13    |  |
| 29. | "Paloma Tensa"                | Rogério Vaz, Daniel Musy | 2:38    |  |
| 30. | "Encantado"                   | Rogério Vaz, Daniel Musy | 3:18    |  |
| 31. | "Scarpetta"                   | Rogério Vaz, Daniel Musy | 3:07    |  |
| 32. | "Desespero"                   | Rogério Vaz, Daniel Musy | 1:42    |  |
| 33. | "Silvana Nolasco II"          | Rogério Vaz, Daniel Musy | 1:57    |  |
| 34. | "Lulu E Antônio Cômico II"    | Rogério Vaz, Daniel Musy | 1:55    |  |
| 35. | "Sofia Alegre"                | Rogério Vaz, Daniel Musy | 2:13    |  |
| 36. | "Sonhadora"                   | Rogério Vaz, Daniel Musy | 2:55    |  |
| 37. | "Ramon E Paloma Sexy"         | Rogério Vaz, Daniel Musy | 2:10    |  |
| 38. | "Gisele Armação"              | Rogério Vaz, Daniel Musy | 2:37    |  |
| 39. | "Diogo Engraçado"             | Rogério Vaz, Daniel Musy | 1:42    |  |
| 40. | "Marcos"                      | Rogério Vaz, Daniel Musy | 2:40    |  |
| 41. | "Sofia Triste"                | Rogério Vaz, Daniel Musy | 2:30    |  |
| 42. | "Desgosto"                    | Rogério Vaz, Daniel Musy | 2:43    |  |

Bom Sucesso ainda conta com as seguintes canções:
- "Fui Fiel" – Gusttavo Lima
- "Aurora Boreal" – Rael (tema de Alice e Luan)
- "Be Alright" — Dean Lewis (tema de Paloma e Ramon)
- "Con Calma" — Daddy Yankee & Snow
- "Bones" – Galantis
- "Old Town Road" – Lil Nas X
- "See You Sweat" – Injury Reserve (tema de Diogo e Gisele)
- "Juice" – Lizzo (tema de Silvana)